# Соната для фортепиано № 31 (Бетховен)
Соната для фортепиано № 31 ля-бемоль мажор, op. 110, написана Бетховеном в 1821 году и опубликована год спустя. В отличие от многих других сонат композитора, она не имеет посвящения.
В сонате три части:
1. Moderato cantabile molto espressivo
2. Allegro molto
3. Adagio, man non troppo — Fuga : Allegro, ma non troppo